# CIC Video
CIC Video (Pronunciado como "kick", pero en su mayoría se pronuncia por sus iniciales) fue un distribuidor de vídeos, propiedad de Cinema International Corporation (predecesora de United International Pictures), operó en varios países (como fueron España, Francia, Alemania y el Reino Unido) por operadores locales. Distribuía películas de Universal Studios (sus dueños actuales son NBC Universal y General Electric) de la Paramount Pictures (actualmente de Viacom), socios de CIC.
En 1999, CIC Vídeo fue disuelto, con su propio estudio o compañía local de la distribución de los contenidos de los estudios.

## Logotipo
El logotipo formado por dos letras "C" divididas, la letra "I" como rectángulo en el centro, adentro un fragmento de una cadena unida en 3.
La descripción del logotipo pertenece a la versión 1986-1992, su nombre de pila es: "CIC in Space"
En la versión de Videocasette bajo un fondo de cielo de noche un rectángulo aparece desde el centro de la pantalla en un efecto "flipping" hacia el centro, en sus costados aparecen formándose las letras "C", donde culmina con un efecto iris en blanco, aparece en fondo celeste y el logotipo en blanco. El texto "VIDEO" aparece con fuente espaciada grande abajo del logotipo.
La música comienza con un efecto de viento sintetizado con tres notas ascendientes, aumenta y "estalla" con dos tímpanos metálicos explosivos (parecido al Chan clásico en Do Menor).
Hay variantes en otros países donde el logotipo se fusiona con el de Paramount y Universal.

## Australia
CIC Video también operó en Australia (donde fue también conocido como CIC-Taft Home Video) de la fusión de las compañías Taft Broadcasting y James Hardie (ahora llamada Southern Star Group), y distribuía algunos productos de Southern Star y Hanna-Barbera como otras marcas. 

## Argentina
CIC Video operó en Argentina desde 1985, distribuyendo películas de Paramount Pictures y Universal Studios, distribuidas por AVH (Argentina Video Home) hasta 1999.

## Chile
CIC Video llegó a Chile en 1985, eran distribuidas en el país por Video Chile, que llegaban las películas de Paramount Pictures y Universal. CIC Video dejó de ser distribuida en Chile en 1999, dejando a Paramount y Universal Pictures distribuidas en el país por Video Chile.

## México
CIC Video inicio sus operaciones en México desde 1985 hasta 1999, distribuyendo películas de Paramount y Universal, eran distribuidas por la empresa extinta de "VideoVisa" (Propiedad de Grupo Televisa).

## España
CIC Video también realizó actividades en España, distribuyendo las películas de Universal y Paramount Pictures.

## En la actualidad
Desde que la compañía fue disuelta, es aparente que Paramount Home Entertainment se convierte en el sucesor de CIC, como Universal formando su propia línea de vídeo hogareño.
Notas adicionales
Traducido del Wikipedia en inglés: 